# ジレット・スタジアム
ジレット・スタジアム（Gillette Stadium）は、アメリカ合衆国のマサチューセッツ州フォックスボロにあるスタジアム。NFLニューイングランド・ペイトリオッツとMLSニューイングランド・レボリューションのホームスタジアムである。2003年のFIFA女子ワールドカップでは、開催地の一つになった。
両チームのオーナーを務めるロバート・クラフトが所有、管理運営を行っている。

## スタジアムの歴史
1990年代に入り、ペイトリオッツの本拠地フォックスボロ・スタジアムが老朽化し、経済的にも収益の増加が望めない状況になった。そのためペイトリオッツは「NFL内で競争力を保つためには新スタジアムを建設し、その効果で増収を狙うべき」と判断した。1988年からフォックスボロ・スタジアムの所有者だったロバート・クラフトは、1994年にはペイトリオッツを買収。新スタジアム建設へ模索し始めた。
クラフトはボストン市やロードアイランド州の当局と交渉したが、いずれも決裂。次にコネチカット州と会談し、同州ハートフォードに新スタジアムを建設することで合意に達したが、NFL機構や他方から横槍が入ったため撤回せざるを得なくなった。
その後クラフトは、フォックスボロ・スタジアムに隣接した国道1号線（Route 1）沿いの土地に新スタジアムを建設することにした。1999年12月6日、フォックスボロ町は建設計画を承認。2000年3月24日、起工した。
2002年5月11日、ニューイングランド・レボリューションの試合で開場。9月5日にはローリング・ストーンズがフォーティ・リックス・ツアー・コンサートを開催した。4日後の9月9日、盛大なオープニング・セレモニーと共にペイトリオッツの新本拠地初試合が開催された（スティーラーズ戦）。
この地でペイトリオッツと戦うチームは、特に冬場の積雪や強風、フィールドの凍結に苦しめられることもあり、ペイトリオッツはジレット・スタジアムでの試合に滅法強い。2002年12月9日から2005年9月8日まで本拠地21連勝を達成するなど、レギュラーシーズン、プレイオフ合わせて30勝6敗（勝率.833）を記録している。
2016年1月1日にはNHLウィンター・クラシックが開催。カナディアンズが5-1でブルーインズを下した。
2026年開催の2026 FIFAワールドカップの会場として使用される予定である。なお、大会期間中は施設命名権行使禁止規定により、一時的に「ボストンスタジアム」に名称を変更する。

## スタジアム名
開場してからペイトリオッツ初試合が開催されるまでの間、当スタジアムの名称はCMGIフィールド（CMGI Field）だった。これはCMGIインベストメンツが15年1億2000万ドルでスタジアムの命名権を取得したため。しかしインターネット・バブル崩壊後はCMGIに代わりジレットが新たな命名権スポンサーとなり、スタジアム名が現在のものになった。ジレットがプロクター・アンド・ギャンブルに吸収されたあとも、「ジレット」がブランド名として残ったためスタジアム名も変わらなかった。
スタジアムの愛称“The Razor”は「剃刀」という意味で、これはジレットを代表する商品の一つが由来。

## ギャラリー

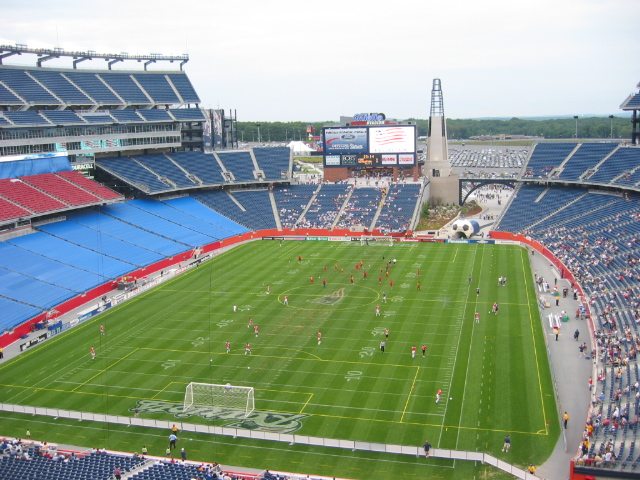
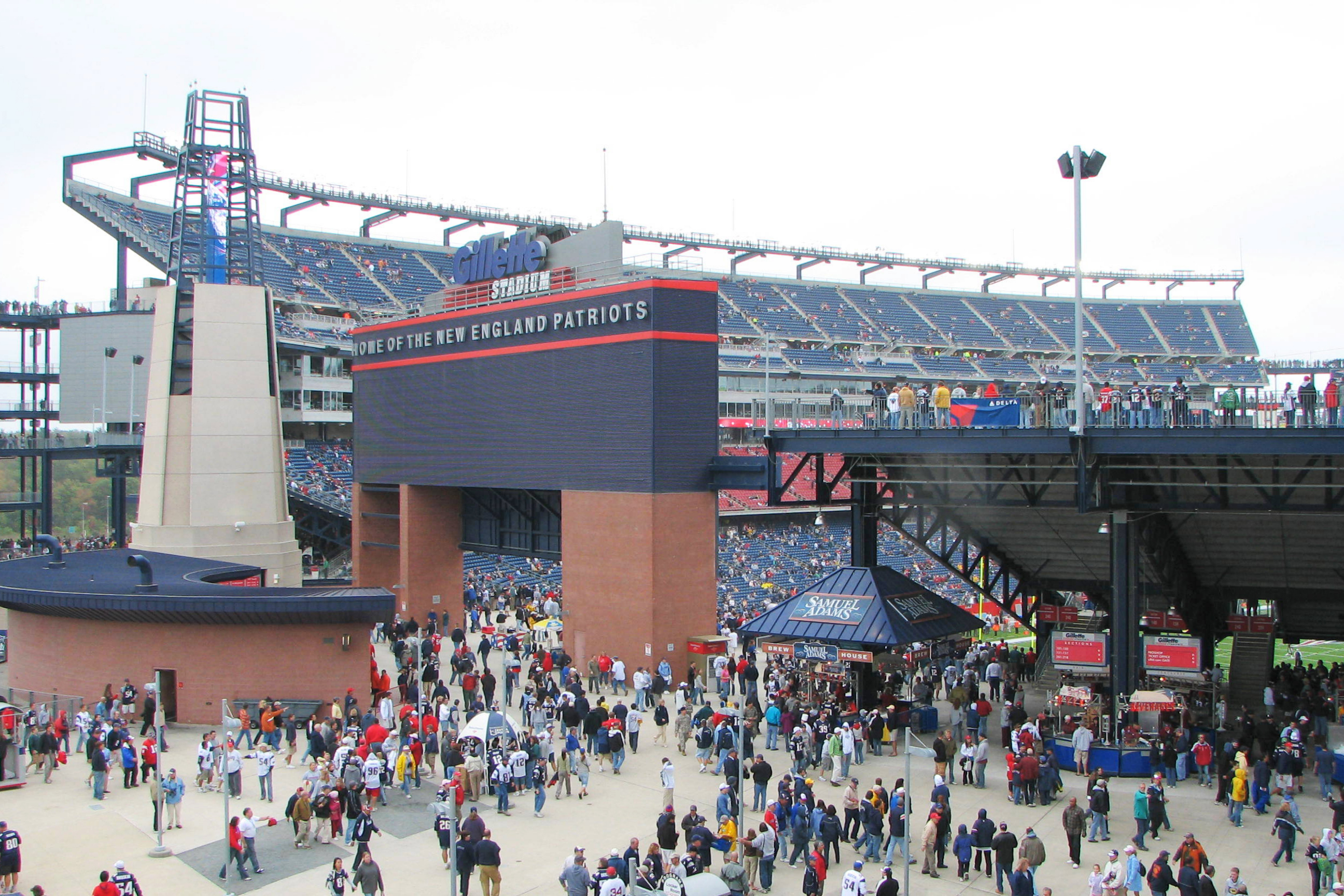
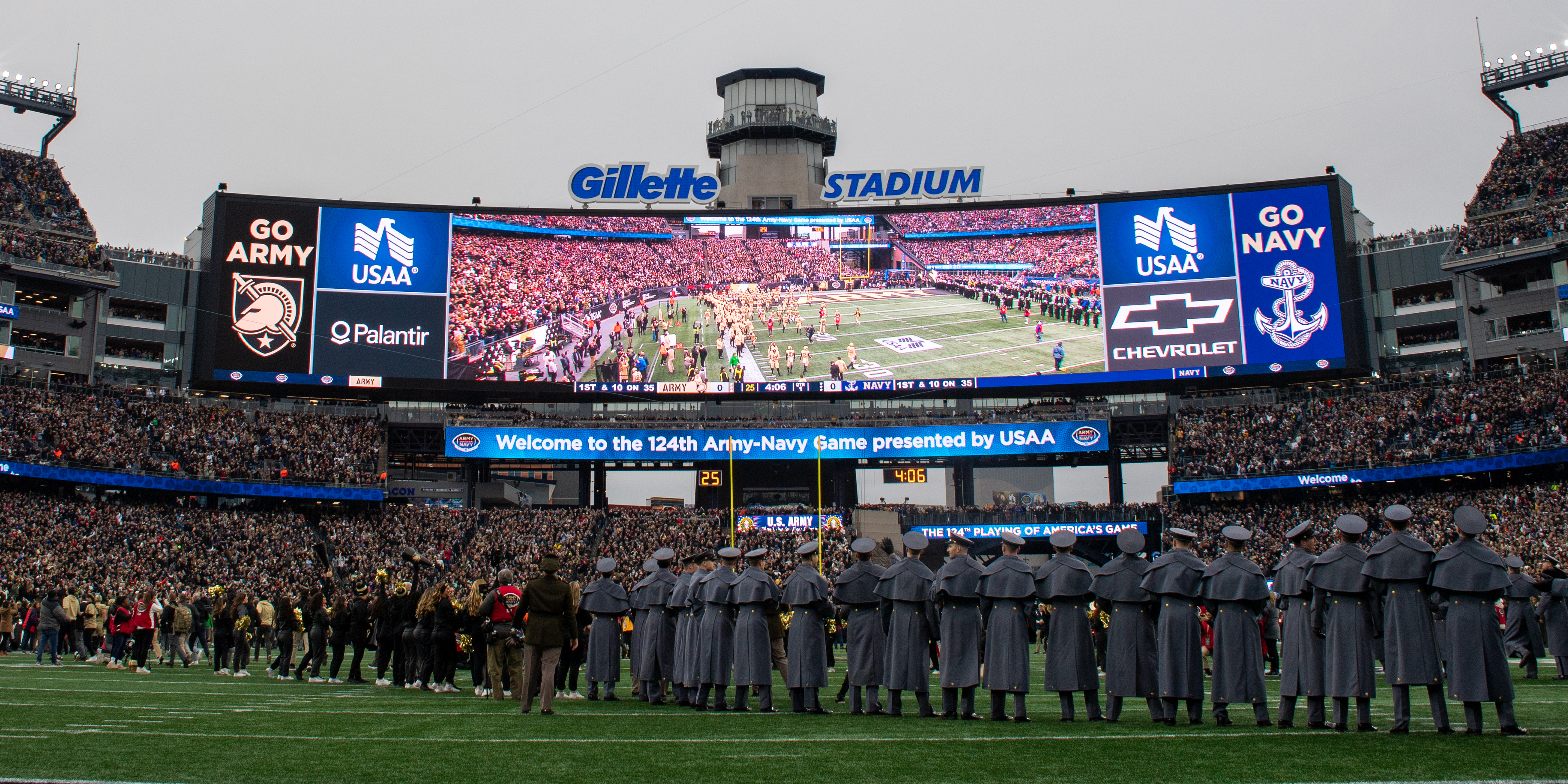